# Akciono - refleksivno učenje
Akciono - refleksivno učenje podrazumeva učenje kroz iskustvo uz povratno sagledavanje naučenog uz pomoć mentora.

## Akciono - refleksivno učenje
Akciono - refleksivno učenje (ARU) je jedan od najefikasnijih savremenih načina učenja i razvoja pojedinaca i grupa. Rezultat je višedecenijskih istraživanja učenja i kognitivnog razvoja na više kontinenata, a razvio se kao unapređena verzija akcionog učenja. Dok akciono učenje podrazumeva učenje kroz iskustvo, realne probleme i potrebe, akciono - refleksivno učenje se nadovezuje i unapređuje kroz proces refleksije, povratnog sagledavanja naučenog uz pomoć mentora i - ili grupe sa kojom se uči.  Ovaj vid učenja efikasnije formira dugotrajnu memoriju o naučenom i čvršće ga povezuje ga sa praksom i načinom primene. Stoga akciono refleksivno učenje odgovara pragmatičnim zahtevima poslovnog sveta koji traži znanja i veštine koje se odmah mogu primeniti i mogu koristiti dugi period vremena.
Akciono - refleksivno učenje spada u efektivan i složen način učenja jer integriše tri domena učenja, kognitivni, afektivni i psihomotorni, prema čuvenom psihologu Bendžaminu Blumu u jednu metodologiju učenja.  Proces učenja je daleko složeniji nego tradicionalni, zahteva više vremena i resursa i samo odabrane biznis škole ga primenjuju.
Akciono-refleksivno učenje podrazumeva da učenici komuniciraju sa mentorima i ostalim članovima radnih grupa radi rešavanja problema, sticanja prakse kritičkog mišljenja i učenja, razvijanja traženih veština, formiranja sopstvenog stila liderstva i osnaživanja zaposlenih. ARU funkcioniše najefikasnije u situacijama u kojima su poslovni problemi veoma komplikovani, okruženje je složeno i neizvesno, proces učenja je integrisan u kulturne promene u organizaciji i polaznici moraju usavršiti svoje veštine strateškog razmišljanja.
U refleksivnoj fazi, fazi preispitivanja i razmatranja naučenog, pažnja se prenosi  sa objekta učenja  na subjekt, na učenika, te se razmatra odnos u kome se nalazi subjekt prema objektu, a često se posle razgovora beleže zapažanja i zaključci. Mora biti dovoljno prostora i vremena da polaznici edukacije, a to su često poslovni ljudi, razmotre svoje osnovne pretpostavke i preispitaju sebe, svoj način mišljenja, pamćenja i učenja, kao i najbolji način za upotrebu stečenog znanja. U grupama za učenje refleksija je kontinuirana i prirodna, najčešće uz mentora.  U inovativnim i naprednim obrazovnim institucijama se svesno izdvaja vreme i stvaraju uslovi za refleksiju, razmišljanje i slušanje. Očekivanje od svih polaznika edukacije i članova grupa za učenje je da rade sa mentorima i između sebe, da postavljaju pitanja i pažljivo slušaju odgovore, razvijaju naviku refleksivnog preispitivanja, kako unutar grupe, tokom učenja, kao i organizacijama i generalno, u životu. Ozbiljnije edukativne institucije omogućavaju polaznicima mentorisani proces pisanja sopstvenog dnevnika kao imanentnog dela refleksivnog procesa. Pokazalo se da držanje dnevnika beleži, reflektuje i podstiče procese učenja i tumačenja, te stimuliše zauzimanje kritičkog stava.
Akciono refleksivno učenje ima široku primenu u: 
- Pomaganju pojedincima da nauče da rade zajedno kao deo tima
- Stvaranju novih poslovnih strategija
- Pomaganju timovima da nauče kako se nositi sa konfliktima ili kriznom situacijom
- Razvijanju timova sa visokim učinkom
- Pomaganju prilikom prelaska lidera iz jednog u drugi tim
- Pripremi mladih talenata za predstojeće izazove
- Razvoju programa mentorstva
- Razvijanju specifičnih kompetencija[6]

Prekomerna upotreba konvencionalnih didaktičkih metoda, poput predavanja i nastave usmerene na nastavnike su jedan od najčešćih razloga zašto institucije ne uspevaju da izgrade timski rad, liderske veštine i veštine rešavanja problema koje su neophodne da bi menadžeri bili uspešni u 21. veku.

## Akciono učenje
Akciono učenje nije isto što i aktivno učenje. Predstavlja sredstvo za intelektualni, emocionalni i fizički razvoj, koje zahteva od učenika da kroz odgovorno učestvovanje u pravom, realnom i kompleksnom problemu postigne predviđenu promenu, kako bi poboljšao svoje sposobnosti za uočavanje problema na određenom polju.
Akciono učenje je posebno korisno za obrazovanje zaposlenih u kompanijama i organizacijama jer omogućava rešavanju problema i učenju u grupama kako bi se došlo do promena u pojedincima, timovima, organizacijama i sistemima. Kroz akciono učenje ljudi se razvijaju i grade odnose koji pomažu bilo kom sistemu da poboljša svoje postojeće poslovanje.  Akciono učenje podrazumeva kako razvoj pojedinca, tako i razvoj organizacije. Najčešće primene akcionog učenja su u profesionalnom i menadžerskom razvoju i primenjuju ga najkvalitetnije poslovne skole u svetu poput Harvardske poslovne škole, INSEAD, MIT Sloan poslovna škola, IMD. 
Reg Revans smatra da se učenje sastoji od dva elementa: programiranog učenja i postavljanja pitanja:
1. Programirano učenje predstavlja stručna znanja, tj. knjiška znanja[11]
2. Postavljanje pitanja podrazumeva ispitivanje aspekata prethodno stečenog znanja i iskustva, tokom bavljenja neposrednim problemom.[2] Ovo ispitivanje je takođe način da pojedinac dođe do uvida u sopstveno neznanje.[11]
3. Učenje je rezultat kombinacije prva dva elementa: svog znanja koje pojedinac akumulira čitanjem ili odlaskom na kurseve i slušanjem predavanja i postavljanja pitanja o programiranom znanju i o okolnostima u kojima se nalazi.[11]

Akciono učenje se zasniva na pretpostavci da nema učenja bez akcije i nema trezvene i namerne akcije bez učenja. Metoda je prvi put predstavljena u radnim organizacijama i ima tri glavne komponente koje čine akcioni program učenja:
1. Pojedinac koji prihvata odgovornost za preduzimanje radnji po određenom pitanju;
2. Problem ili zadatak koji sam sebi postavlja;
3. Skup od šest ili više pojedinaca koji se međusobno podržavaju i pomažu jedni drugima da napreduju u rešavanju problema. [11]

## Učenje kroz rešavanje problema
Pored akciono refleksivnog učenja, još jedan zastupljen pritup akcionog učenja je učenje kroz rešavanje problema.Ovaj pristup je dobio na popularnosti poslednjih decenija i koristi se u organizacijskom učenju i programima višeg obrazovanja širom sveta.
Učenje kroz rešavanje problema potiče sa Medicinskog fakulteta na Univerzitetu McMaster, koji je krajem 1960-ih uveo ovu metodu učenja kako bi poboljšao dijagnostičke veštine studenata.
Akciono učenje i učenje kroz rešavanje problema se razlikuju od drugih metoda tako što počinju uvođenjem problema koji učenici treba da reše, bez da dobiju dodatne informacije o temi. Sadržaj koji treba naučiti organizovan je oko problema dok ga učenici definišu i formulišu moguća rešenja.
Formiraju se male grupe, najčešće broje pet do osam članova, predstavlja im se problem iz stvarnog života. Uz  vođstvo fasilitatora, učenici postavljaju ciljeve učenja, precizno definišu problem, izlažu hipoteze i razmatraju koje korake treba preduzeti i šta treba da nauče da bi rešili problem. Učenici samostalno uče, prikupljaju resurse i preduzimaju neophodne korake za rešavanje problema. Učenici dobijaju povratne informacije o svojim rešenjima, rezimiraju svoje učenje i razmišljaju o svojim postupcima i rešenjima.

## Aktivno učenje
Američki filozof Džon Djui je početkom prošlog veka u svojoj knjizi „Demokratija i obrazovanje“ napisao da učenje podrazumeva nešto što pojedinac uči dok radi. Učenje je aktivna i lično sprovedena radnja. Učenje podrazumeva relativno trajne promene u ponašanju osobe koje se javljaju kao posledica iskustva pojedinca.
Mnogi su smatrali da je najbolji način učenja raditi ono što treba naučiti. Na primer, Morgan i Streb govore o „učenju kroz iskustvo“ ili „učenju radeći“ i objašnjavaju da takvo učenje pomaže učenicima da primene naučeno u svakodnevnom životu.
Aktivno učenje podrazumeva napore učenika da aktivno gradi svoje znanje, stoga se aktivno učenje može definisati i kao aktivnost koju učenici rade kako bi izgradili znanje i razumevanje o određenoj oblasti. Aktivnosti se razlikuju, ali sve zahtevaju od učenika metakogniciju, razmišljanje učenika o sopstvenom učenju koje pruža vezu između aktivnosti i učenja.